# 3R Research Centre
Het 3R Research Centre (veelal afgekort 3RRC genoemd) is een in 2006 opgericht onderdeel van het Centraal Dierenlaboratorium (CDL) aan het Radboudumc te Nijmegen. Het centrum houdt zich bezig met het zoeken en toepassen van de "3 V’s": Vermindering, Verfijning en Vervanging. De Engelse termen hiervoor zijn de "3 R’s": Reduction, Refinement and Replacement.  
Het gebruik van de 3 V’s binnen biomedisch onderzoek waar mogelijk, is een wettelijke verplichting volgens de Wet op de Dierproeven. Ook mede vanwege de toenemende maatschappelijke druk op de uitvoering van dierproeven, is het van essentieel belang dat de 3 V’s uitputtend worden onderzocht voordat dierproeven worden ingezet, zodat alternatieven niet over het hoofd worden gezien.

## Taken
Het 3R Research Centre ondersteunt onderzoekers met betrekking tot het zoeken, vinden en toepassen van de 3V’s in hun onderzoek. Naast ondersteuning van onderzoekers heeft het 3R-RC ook een primaire onderzoeksfunctie op biomedisch wetenschappelijk gebied. Als centrum heeft het vijf onderzoeksthema’s:
- Het zoeken en implementeren van de 3 V’s in proefdieronderzoek;
- Onderzoek naar de translationele toepassingen van dier naar mens;
- Verfijning van huisvesting en verzorging van proefdieren;
- Ontwikkeling van innovatieve technieken zoals imaging;
- Verbeteren van proefopzet en statistiek.

## De 3V's
- Verfijning: Door soms kleine aanpassingen kan de onderzoeker het welzijn van de dieren verbeteren wat ook resulteert in meer nauwkeurige en gestandaardiseerde methoden en  resultaten.
- Vermindering: Door een optimale statistische benadering van het onderzoek kan de onderzoeker met minder dieren dezelfde resultaten behalen.
- Vervanging: Verschillende alternatieve modellen zijn al ontwikkeld om dieren te vervangen en deze horen wanneer mogelijk toegepast te worden.